# Vodni zbiralniki na antični Šrilanki
Vodni zbiralniki na Šrilanki, najstarejši iz leta 300 pr. n. št., v vladavini kralja Pandukabhaya in s stalnim razvojem v naslednjih tisoč letih, so bili med najzahtevnejšimi namakalnimi sistemi antičnega sveta. Poleg gradnje podzemnih kanalov so bili Singalci med prvimi, ki so zgradili povsem umetne rezervoarje za shranjevanje vode. Sistem je bil v času vladavine kralja Parakramabaha (1153-1186) obširno obnovljen in razširjen. 
Po zgodovini Šrilanke je prvi rezervoar zgradil kralj Pandukabhaya, ki je vladal od 437 do 367 pr. n. št.. V celoti naj bi zgradil tri in sicer Abhaya weva, Gamini weva in Jaya weva, vendar je trenutno mogoče identificirati le enega, imenovan Basawakkulama weva. Po kralju Pandukabhaya, jih je kralj Parakramabahu I. zgradil veliko, med njimi imenovan Parakrama samudraya, ki še vedno zagotavlja vodo za kmetijstvo. Lahko rečemo, da so številni vladarji Šrilanke prispevali k razvoju in izgradnji rezervoarjev po vsej Raja Rati (severni del države). 